# Sơn dịch đỏ bầm
Sơn dịch đỏ bầm (danh pháp: Aristolochia saccata) là một loài thực vật có hoa trong họ Aristolochiaceae. Loài này được Wall. miêu tả khoa học đầu tiên năm 1830.